# 洛克靈異偵探社 (電視劇)
《洛克靈異偵探社》（英語：Lockwood & Co.），是一部英國超自然推理電視劇，改編自喬納森·施特勞的同名小說系列，第一季劇情改編自該系列的首兩部小說《尖叫的階梯》和《低聲耳語的骷髏頭》，由喬·柯尼許主創和執導，露比·斯托克斯、卡麥隆·查普曼和阿里·哈吉-赫什馬蒂主演。
該劇於2023年1月27日在Netflix首播，整體評價偏向正面，但Netflix於同年5月宣佈不續訂第二季。

## 劇情背景
該劇設定在架空的現代英國，鬼魂在故事發生前五十年開始從墓塚冒出並到處遊走。由於成人不能看到鬼魂，因此能感應鬼魂的青少年被募集和訓練成為靈異偵探，並在被「靈異事件研究與控制部」（Department for Psychical Research and Control，簡稱「研控部」）認可的偵探社進行調查和驅鬼工作。露西·卡萊爾（露比·斯托克斯飾）是一位別具天賦的準靈異偵探，卻被迫離家出走並隻身來到倫敦，加入了由另外兩名男孩經營的「洛克靈異偵探社」（Lockwood & Co.）
。

## 演員

### 主演
- 露比·斯托克斯（英语：Ruby Stokes） 飾演 露西·卡萊爾（Lucy Carlyle）：天賦異稟的靈探，因被教官誣捏在畢業試煉中害死同學而離開家鄉，隻身前往倫敦並加入「洛克靈異偵探社」，能聽到鬼魂說話的聲音[3]。
- 卡麥隆·查普曼（Cameron Chapman） 飾演 安東尼·洛克伍德（Anthony Lockwood）：「洛克靈異偵探社」的社長，自幼為孤兒，於母親留下的祖業創辦偵探社，為倫敦唯一無成人監督的持牌偵探社[3]。
- 阿里·哈吉-赫什馬蒂（Ali Hadji-Heshmati） 飾演 喬治·卡里姆（George Karim）：「洛克靈異偵探社」的調查員，為人害羞但擅長分析[3]。

### 常設
- 伊凡諾·傑瑞馬亞（英语：Ivanno Jeremiah） 飾演 蒙塔古·巴恩斯探長（Inspector Montagu Barnes）：研控部探長，專責調查靈異和偵探社違規事件[3]。
- 傑克·班德拉（英语：Jack Bandeira） 飾演 奎爾·基普斯（Quill Kipps）：「菲慈偵探社」的靈探，率領該社的精英小隊[3]。
- 瑞安娜·杜瑞斯（Rhianna Dorris） 飾演 凱特·戈德溫（Kat Godwin）：基普斯率領的精英小隊二把手[3]。
- 帕迪·霍蘭德（Paddy Holland） 飾演 鮑比·弗農（Bobby Vernon）：基普斯率領的精英小隊成員[3]。
- 里科·維納（Rico Vina） 飾演 內德·肖（Ned Shaw）：基普斯率領的精英小隊成員[3]。
- 布龍溫·詹姆斯（Bronwyn James） 飾演 韋德探員（Sergeant Wade）：研控部探員，巴恩斯的副手[4]。
- 露易絲·布瑞莉 飾演 帕梅拉·喬普林（Pamela Joplin）：主要調查鬧鬼地點的研究員，實際上密謀將骨鏡據為己有[4]。

### 客串
- 莉莉·紐馬克（英语：Lily Newmark） 飾演 諾里·懷特（Norrie White）：露西的好友和同事，在畢業試煉中被受重傷昏迷[5]。
- 安德魯·伍道爾（Andrew Woodall） 飾演 雅各布斯（Jacobs）：露西初時進行實習的地區性偵探社教官，有嚴重的酗酒問題[5]。
- 桑德拉·休傑特（英语：Sandra Huggett） 飾演 卡萊爾太太（Mrs Carlyle）：露西的母親，對女兒漠不關心[5]。
- 伊什塔·庫里·威森（Ishtar Currie-Wilson） 飾演 安娜貝爾·沃德（Annabel Ward）：於八十年代失蹤的女明星，後被「洛克靈異偵探社」撿獲存有其鬼魂的戒指[3]。
- 莎朗·摩根（英语：Sharon Morgan） 飾演 霍普太太（Mrs Hope）：「洛克靈異偵探社」辦公室的房東[5]。
- 尼格爾·普拉納（英语：Nigel Planer） 飾演 約翰·費爾法克斯爵士（Sir John Fairfax）：曾為明星經理人，後轉行販賣有驅鬼作用的金屬而致富[5]。
- 莉莉·尼科爾（Lily Nichol） 飾演 艾莉（Ellie）：費爾法克斯的前助手[5]。
- 摩芬·克莉絲蒂（英语：Morven Christie） 飾演 佩內洛普·菲慈（Penelope Fittes）：「菲慈偵探社」社長，在倫敦略有名氣的靈探[3]。
- 傑夫·瑞勒（英语：Jeff Rawle） 飾演 塞巴斯蒂安·桑德斯（Sebastian Saunders）：與喬普林一同進行研究的拍檔[4]。
- 邁克·克拉克（Michael Clarke） 聲演 骷髏頭（The Skull）：喬治從「菲慈偵探社」偷取的鬼魂，後存放在「洛克靈異偵探社」[3]。
- 阿曼達·艾賓頓（英语：Amanda Abbington） 飾演 瑪麗莎·菲慈（Marissa Fittes）：據稱為首位與第三類鬼魂接觸的知名靈探，佩內洛普的母親，「菲慈偵探社」的創辦人[5]。
- 海莉·科納杜（Hayley Konadu） 飾演 芙若·波內茲（Flo Bones）：洛克的朋友，以販賣危險物品為生的尋寶人（英语：Mudlark）[3]。
- 班·克朗普頓（英语：Ben Crompton） 飾演 朱利葉斯·溫克曼（Julius Winkman）：佯裝成古董收藏家的走私販，經營著龐大的犯罪網絡[3]。
- 愛麗絲·洛維（英语：Alice Lowe） 飾演 阿德萊德·溫克曼（Adelaide Winkman）：朱利葉斯的妻子和犯罪拍檔[5]。
- 傑思羅·斯金納（Jethro Skinner） 飾演 傑克·卡弗（Jack Carver）：為溫克曼工作的走私犯[5]。
- 盧克·崔德威 飾演 金刃（The Golden Blade）：與偵探社敵對、以金刀刃為武器的神秘男子[3]。
- 保羅·索恩利（英语：Paul Thornley (actor)） 飾演 卡特（Cutter）：研控部派往調查溫克曼夫婦的卧底探員[5]。

## 集數
| 集數 | 標題 | 譯名           | 導演            | 編劇                           | 上線日期      |
| --- | ---- | -------------- | --------------- | ------------------------------ | ------------- |
| 1 |      | 將來的我們     | 喬·柯尼許       | 喬·柯尼許                      | 2023年1月27日 |
| 露西本來在一所地區性偵探社當學徒，但在畢業試煉中因教官的疏忽而導致四名同學身亡。事後教官卻將責任推到露西身上，令她無法畢業和被解僱。得知此事的露西母親只責怪女兒無能，並要求她去跟教官求情。露西對不諒解自己的母親非常失望，遂離家出走到倫敦。由於幾乎所有偵探社都要求求職者為畢業生，因此露西只好到一家名為「洛克靈異偵探社」的小型偵探社應聘。她意外地發現該社由與自己年齡相約的兩個男孩洛克和喬治經營，二人同意聘請露西。露西的首宗任務是要為一名房東驅鬼，但途中卻出了岔子，意外把房子燒掉，不過露西仍然將存有鬼魂而導致靈異事件出現的戒指拿走。 |      |                |                 |                                |               |
| 2 |      | 放開我         | 威廉·麥格雷戈   | 喬伊·威爾金森、卡拉·史密斯（Kara Smith） | 2023年1月27日 |
| 「洛克靈異偵探社」因燒掉了客戶的房子而被「靈異事件研究與控制部」罰款六萬英鎊。偵探社隨後著手研究戒指，發現裡面的女鬼是在八十年代失蹤的女明星沃德。露西嘗試與沃德通靈，卻影響了自身的精神狀態。研控部的巴恩斯探長查到露西其實尚未畢業，遂要求偵探社將她解僱，但洛克認為露西或能解開沃德失蹤之謎，為偵探社打響名堂，因此未有遵從研控部的指令。在露西破案後，洛克更在電視上吹噓露西的能力，令露西非常不滿，打算辭職，但最終被洛克說服而留下來。最後，偵探社遭一名黑衣人襲擊並試圖偷走戒指，但在露西和洛克反擊下敗走。 |      |                |                 |                                |               |
| 3 |      | 你可以懷疑星星 | 威廉·麥格雷戈   | 艾德·海姆                      | 2023年1月27日 |
| 為了償還六萬鎊罰款，偵探社開始接下高危委託，其中一位客戶是曾當明星經理人、現轉行從商的費爾法克斯，眾人因錯判了他家的鬧鬼情況而差點喪命。但洛克隨後發現費爾法克斯原來就是殺害沃德的兇手，而且是他故意將偵探社引到他家中，打算借惡鬼之手殺害他們。費爾法克斯發現事敗，遂開槍攻擊洛克和露西，但露西用戒指召喚出沃德，沃德隨即將費爾法克斯殺死。研控部後接報到場，巴恩斯要求眾人不要對外提起此案，並以免除罰款和給予露西畢業資格作為交換，偵探社欣然同意。最後，當露西獨自在偵探社的地牢時，她突然聽到一些怪聲並昏倒。 |      |                |                 |                                |               |
| 4 |      | 美夢           | 威廉·麥格雷戈   | 艾德·海姆                      | 2023年1月27日 |
| 鬧鬼地點研究員喬普林和塞巴斯蒂安找上偵探社，委託他們調查一個古怪的墓塚。於是露西和喬治前往墓園調查，喬治從該墓塚的屍體上發現了一塊「骨鏡」。露西再度聽到怪聲，發現原來是地牢中的骷髏頭跟她說話。她遂發現自己能於鬼魂溝通，而此前從未有人擁有過這項能力。喬治後來回到墓園尋找骨鏡，卻發現已經被人偷走。巴恩斯委託「菲慈偵探社」調查遺失的骨鏡，由基普斯率領的精英小隊遂接手調查，但巴恩斯對他們的推斷並不滿意，相反喬治迅速認出該屍體時屬於維多利亞時期的神秘學家畢克史塔，因此巴恩斯將失竊案交由「菲慈偵探社」和「洛克靈異偵探社」聯手調查。 |      |                |                 |                                |               |
| 5 |      | 死期將至       | 凱薩琳·莫斯黑德 | 喬伊·威爾金森                  | 2023年1月27日 |
| 喬治在墓園旁的河道發現一具屍體，死者是洛克的一位舊友。洛克遂前往拜訪二人的共同朋友、尋寶人芙若，芙若告訴他們那位舊友有一位名叫傑克的合作夥伴，二人目前正為溫克曼夫婦工作。洛克試圖尋找傑克但不果，而對骨鏡念念不忘的喬治則去閱覽描述骨鏡的古籍，並巧遇喬普林，二人遂一同進行研究。為了比基普斯更快查出真相，洛克和露西潛入溫克曼大宅尋找骨鏡，卻一度被厲鬼逮住，險些喪命。他們回偵探社後不久，受了致命傷的傑克倒在門前，並用最後一口氣說出「骨鏡」和「七個」後死亡。 |      |                |                 |                                |               |
| 6 |      | 你沒問過       | 凱薩琳·莫斯黑德 | 喬伊·威爾金森                  | 2023年1月27日 |
| 喬治發現畢克史塔其實是一個喜歡在家宅設宴招待賓客的知名醫生，而他私下會將病人宰殺並用作巫術儀式。骷髏頭告訴露西他曾經是畢克史塔的門生，並和她達成交易，協助她取得畢克史塔的手稿，以換取自身自由。芙若告訴洛克溫克曼夫婦將會在當晚舉行拍賣會，並答應幫助露西和洛克潛入會場。露西從手稿發現畢克史塔利用七個亡魂製造出骨鏡，而其中一位已經發瘋的宴會賓客曾出版過一本回憶錄，目前正存放在「菲慈偵探社」。她和洛克決定趁當晚「菲慈偵探社」舉辦舞會時偷取回憶錄，他們在撤退時一度被以金刃為武器的神秘男子截擊，但最終安全脫身。 |      |                |                 |                                |               |
| 7 |      | 催眠           | 凱薩琳·莫斯黑德 | 艾德·海姆                      | 2023年1月27日 |
| 芙若旋即接應三人趕往溫克曼的拍賣會，露西和洛克假裝成買家潛入會場，在入口處時遇到研控部的卧底探員卡特，對方要求他們離開，但洛克不加理會。後在競標時，洛克因不斷出價而引起溫克曼的注意，後者要求他脫掉面具，令洛克的身份敗露。卡特最終犧牲自己來為兩人爭取時間，使他和露西成功逃脫，但隨即遇上持金刃的神秘男子，在一番追逐後再度脫身。懷疑喬治已被骨鏡誘惑的芙若將他和骨鏡交給研控部。然而，獨處的喬治卻不願交出骨鏡，並到電話亭打電話給喬普林。 |      |                |                 |                                |               |
| 8 |      | 不是永恆       | 喬·柯尼許       | 喬·柯尼許                      | 2023年1月27日 |
| 露西和洛克回偵探社閱讀回憶錄，發現喬治很有可能已被誘惑的事實。他們透過骷髏頭得知喬普林帶了喬治到墓園去，二人隨即前往該地。喬治和喬普林在墓園遇上基普斯，喬普林用刀刺傷基普斯，並命令喬治將他綁起來，但此舉令喬治起了疑心。露西、洛克和基普斯的部下先後抵達墓園，並聯手對抗打算搶奪骨鏡的溫克曼手下。洛克隨後再度遇上金刃，並被對方槍傷。露西在其他人忙於應戰時帶著骷髏頭去找喬治，骷髏頭告訴露西唯一安全使用骨鏡的方法是讓他人照鏡子後再望向該人的臉。基普斯坦言自己已經幾乎成年，因此看不見鬼魂，喬普林遂改為利用喬治為她照鏡。露西及時趕到，稱她自願取代喬治為喬普林照鏡。然而就拉開遮鏡布那刻，她別過臉去，並將骷髏頭照向鏡子，但露西也隨即昏倒。最後，喬普林親自照鏡，卻被骨鏡散發的能量擊中而灰飛煙滅，而被囚禁在骨鏡裡的七個靈魂則往天空飄去。 |      |                |                 |                                |               |

## 製作

### 開發

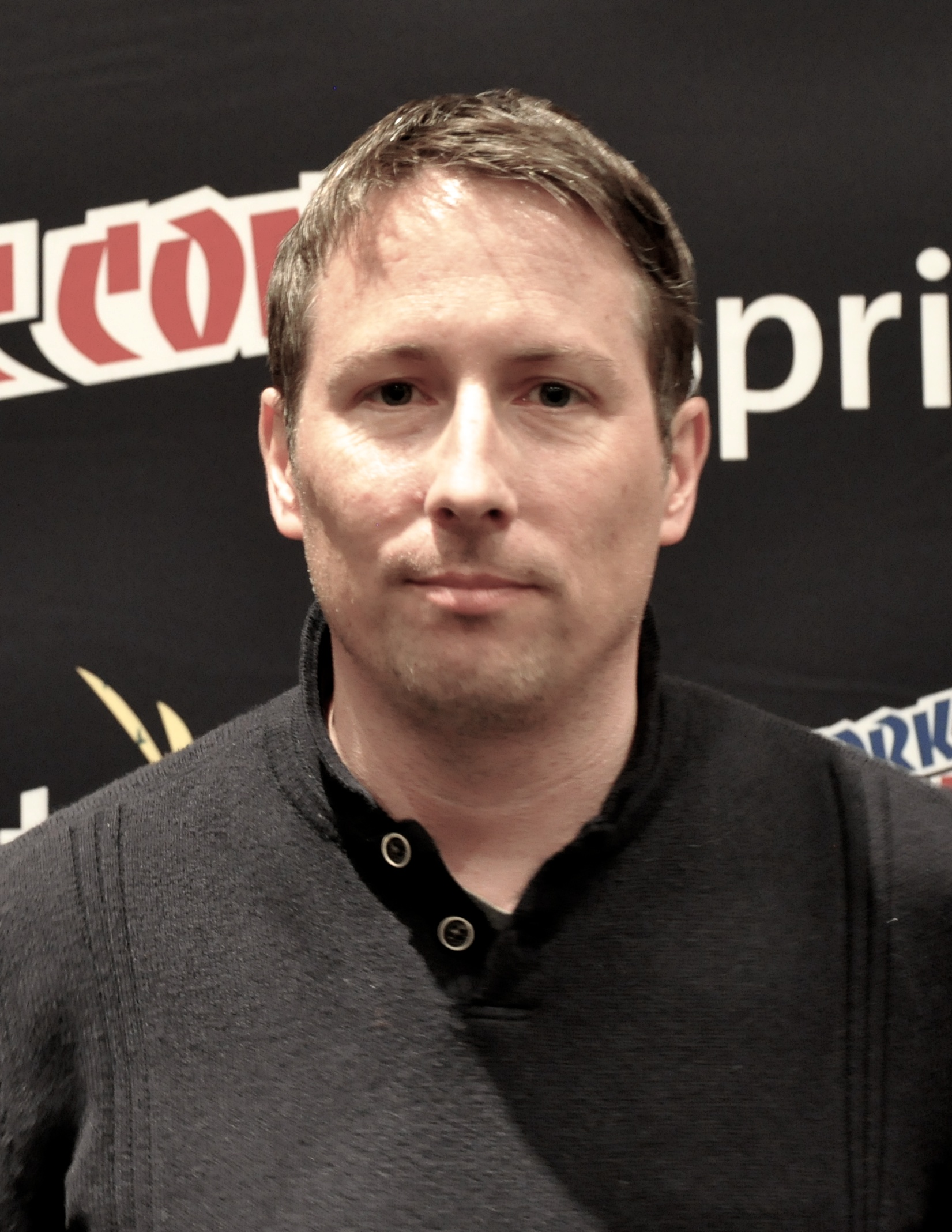
該劇的主創人和導演喬·柯尼許

2017年，高談闊論製作公司的妮拉·派克和瑞秋·普賴爾（Rachael Prior）取得喬納森·施特勞創作的《洛克靈異偵探社》小說系列改編權，計劃改編成電視劇。二人於2019年離職並成立了Complete Fiction Pictures，隨後以新公司的名義接手開發該小說系列的改編劇集。2020年5月，Netflix宣佈將會共同開發和發行該劇，並將會由喬·柯尼許擔任主創和執行製作人。同年12月，Netflix為該劇開綠燈，宣佈將會由柯尼許兼任編導，全劇預定共八集。派克和普賴爾將會出任執行製作人，而威廉·麥格雷戈亦會執導部份集數。2021年7月，艾德·海姆、卡拉·史密斯（Kara Smith）和喬伊·威爾金森宣佈將會擔任編劇。2023年1月12日，該劇釋出完整預告。
喬·柯尼許是首次擔任長篇劇集的主創和節目統籌。柯尼許於2011年完成製作電影《異星大作戰》後讀了剛剛出版的《尖叫的階梯》，並被該作出色的世界觀建構所吸引。後來由於他創辦的製作公司Complete Fiction計劃開拍首部劇集，希望能找到吸引的拍攝題材，因此他與妮拉·派克和瑞秋·普賴爾決定翻拍《洛克靈異偵探社》小說系列。柯尼許形容自己為原著小說系列的粉絲，在改編劇本時沿用了原作的敍事風格，而且不希望作出過多改動，但仍延長了部份在原著小說只有約略提及的情節，例如露西在家鄉的背景故事，包括她與原著僅有提及名字的朋友諾里之間的經歷和情誼，以及將原著提到擁有金髮的喬治改成英籍伊朗人。創作團隊在修改原著劇情和設定前都會詢問作者喬納森·施特勞的意見，並在徵得他同意後才會加入劇本。柯尼許指他在創作改編劇本時不希望加入太多關於世界觀的解說，因此只交代了在原著中最為重要的四項設定，包括「鬼魂能透過觸碰人類來殺人」、「只有青年人能夠感應鬼魂」、「成年人創辦偵探社來僱用青年人驅鬼」以及「鹽和鐵有驅鬼作用」。他期望透過這四項關鍵設定使觀眾迅速明白整個疑案調查過程的運作，其他細節則以畫面來展示，要由觀眾自行觀察和領悟。他形容該劇的世界觀建構如同《霸道橫行》等作品，僅利用背景畫面和角色的行為作側面描寫，而非使用陳述式對白來解釋和鋪墊。柯尼許將該劇設定於他成長的八十年代。為了營造時代感，他選用了當代歌曲作為背景音樂，以及在設計架空世界時沿用了當代的文化背景。他亦指該劇的世界觀反映了不少現實存在的社會和經濟問題，例如成年人像狄更斯所描述地利用未成年人進行厭惡性工作，以及商人囤積和高價販賣鐵和鹽等驅鬼原料等，引起觀眾反思相關現實議題。另外，由於該劇有大量鬼魂角色需要使用後製特效，柯尼許指他對此抱有嚴格要求，認為成品必須看起來真實和恐怖，因此參考了《魔鬼剋星》和《奪寶奇兵》等經典電影來調整聲效和拍攝流程，並曾在COVID-19疫情期間要求後製團隊反覆修改特效場面；創作團隊亦因時間和資金不足而索性將原著小說《低聲耳語的骷髏頭》開首中由「洛克靈異偵探社」、基普斯率領的精英小隊和鬼魂三方爆發的一場大混戰刪除，避免影響整體觀感。此外，創作團隊亦參考了大量維多利亞時期的古董來設計劇中出現的靈異物品，以及在柯尼許的提議下加入在現代劇集較為罕見的鬥劍場面。
儘管該劇獲得影評人和觀眾的普遍好評，而柯尼許亦在與《帝國雜誌》於2023年1月進行的訪問中確認該劇將會有多於一季，至少會將五本原著小說完整改編，亦將該劇與共六季的長篇劇集《迷失》作比較，但Netflix於5月宣佈取消續訂第二季。在有傳Netflix不會續訂第二季時，有粉絲一度在社交平台標註「#續訂洛克靈異偵探社」（#renewlockwoodandco）的主題標籤，希望官方撤回決定；而在官方正式宣佈消息後，粉絲則將標籤改成「#拯救洛克靈異偵探社」（#SaveLockwoodandCo）。《福布斯》的保羅·塔西（Paul Tassi）分析指Netflix很可能是因為有太多同類型劇集且在後製特效上需要花費不少開支而決定腰斬該劇。

### 選角
2022年3月，露比·斯托克斯、卡麥隆·查普曼（Cameron Chapman）和阿里·哈吉-赫什馬蒂（Ali Hadji-Heshmati）宣佈將會擔任主演，其中斯托克斯是首次主演劇集，並為了參演該劇而退出《柏捷頓家族：名門韻事》第三季的拍攝。伊凡諾·傑瑞馬亞、盧克·崔德威、摩芬·克莉絲蒂、傑克·班德拉、班·克朗普頓、海莉·科納杜（Hayley Konadu）、瑞安娜·杜瑞斯（Rhianna Dorris）和帕迪·霍蘭德（Paddy Holland）亦一併公佈加入演員陣容。

### 拍攝
該劇的主體拍攝於2021年7月5日在英國倫敦展開，其中「洛克靈異偵探社」總部的外觀是在伊斯靈頓克萊蒙特廣場的住宅區取景，而內部場景則是在伊靈工作室拍攝。劇組在同年10月底到肯薩爾綠野公墓、蒙特摩爾塔樓和德普特福德取景，隨後移師到格洛斯特郡的奇平卡姆登繼續進行拍攝，以當地作為劇中未有交代準確位置的露西故鄉。該劇於2022年3月15日在倫敦殺青。

### 音樂
該劇由喬·亨森、亞歷克西絲·史密斯和克里斯托夫·包辛格（Christoph Bauschinger）配樂，而部份用作背景音樂的歌曲是由喬·柯尼許親自挑選，當中包括包豪斯、怪人合唱團、蘇西與女妖和塵世樂隊的哥德搖滾風格歌曲。他指這種曲風既為充滿活力和動聽的旋律，但同時亦帶著詭秘和可怕的感覺，貼合該劇的主題。此外，劇中露西的房間亦貼滿不同搖滾樂隊的海報作為彩蛋。

## 發行
該劇於2023年1月27日在串流平台Netflix上首播，全劇八集在當天一併上架。該劇在上映後的三週連續登上了Netflix觀影榜頭十位。

## 評價
《洛克靈異偵探社》的整體評價不俗，主要讚揚該劇的劇本設計和三位主演的表現。該劇在爛蕃茄根據13條評論，持有92%的新鮮度，平均得分為7.7／10。該網站的普遍評價為「由喬·柯尼許靈巧地掌舵的超自然疑案劇集，《洛克靈異偵探社》是充滿趣味和活力的冒險之旅」。Metacritic則根據6則評論，給予78／100的分數，評價屬「普遍好評」。
《廣播時報》的路易絲·格里芬（Louise Griffin）形容主演該劇的三位年輕演員「如同惡魔般有才華」，而且劇情詼諧和刺激，令觀眾非常享受；《衞報》的萊拉·拉蒂夫（Leila Latif）亦讚揚該劇的劇本輕鬆有趣和富有智慧，且尊重原著小說、角色和觀眾。《影音俱樂部》的珍娜·謝勒（Jenna Scherer）指該劇巧妙地平衡了將不同風格的幾條故事線串連，而且角色之間開的玩笑幽默而到位；而《帝國雜誌》的博伊德·希爾頓（Boyd Hilton）給予該劇4星評分（滿分5星），以「令人上癮和鋪排精密的超自然驚悚劇集」來形容該劇，認為該劇設計得搞笑而高明的對白豐富了本來已經令人印象深刻的世界觀建構、角色設計和敍事風格。

## 外部連結
- 在Netflix上觀看《洛克靈異偵探社》
- 互联网电影数据库（IMDb）上《洛克靈異偵探社》的资料（英文）